# Kathedralbasilika Notre Dame
Die Kathedralbasilika Notre Dame (englisch Notre Dame Cathedral Basilica, französisch Basilique-Cathédrale Notre-Dame) ist die älteste Kirche Ottawas und Sitz des römisch-katholischen Erzbistums Ottawa-Cornwall. Die Kirche befindet sich östlich des Stadtzentrums am Sussex Drive im Viertel Lowertown unweit der National Gallery of Canada. Dominiert wird das Bauwerk durch die Doppelturmfassade. Ihre Spitzen sind – wie für Ostkanada typisch – mit silberfarbenem Metall überzogen. Zwischen den Türmen befindet sich auf der Dachkante des Langhauses eine vergoldete Madonnastatue.

## Geschichte
Die heutige Kathedrale ersetzte eine kleine Holzkirche aus dem Jahr 1832. Sie wurde 1841 zugunsten der größeren Kirche abgerissen. Entworfen wurden sie von den aus der Region stammenden Baumeistern Antoine Robillard und Father Cannon im neugotischen Stil mit  klassizistischen Einflüssen. Die Bauarbeiten am Langhaus waren 1844 abgeschlossen, 1846 stand die Hauptkonstruktion. Die Turmspitzen wurden allerdings erst 1866 vollendet. Papst Leo XIII. erhob die Kirche 1879 wegen ihrer bedeutsamen Geschichte und ihrer reichhaltigen Ausstattung in den Status einer Basilica minor. Das Gotteshaus wurde in den 1990er Jahren umfangreich renoviert und restauriert. Der Gottesdienst wird sowohl in englischer als auch in französischer Sprache abgehalten.

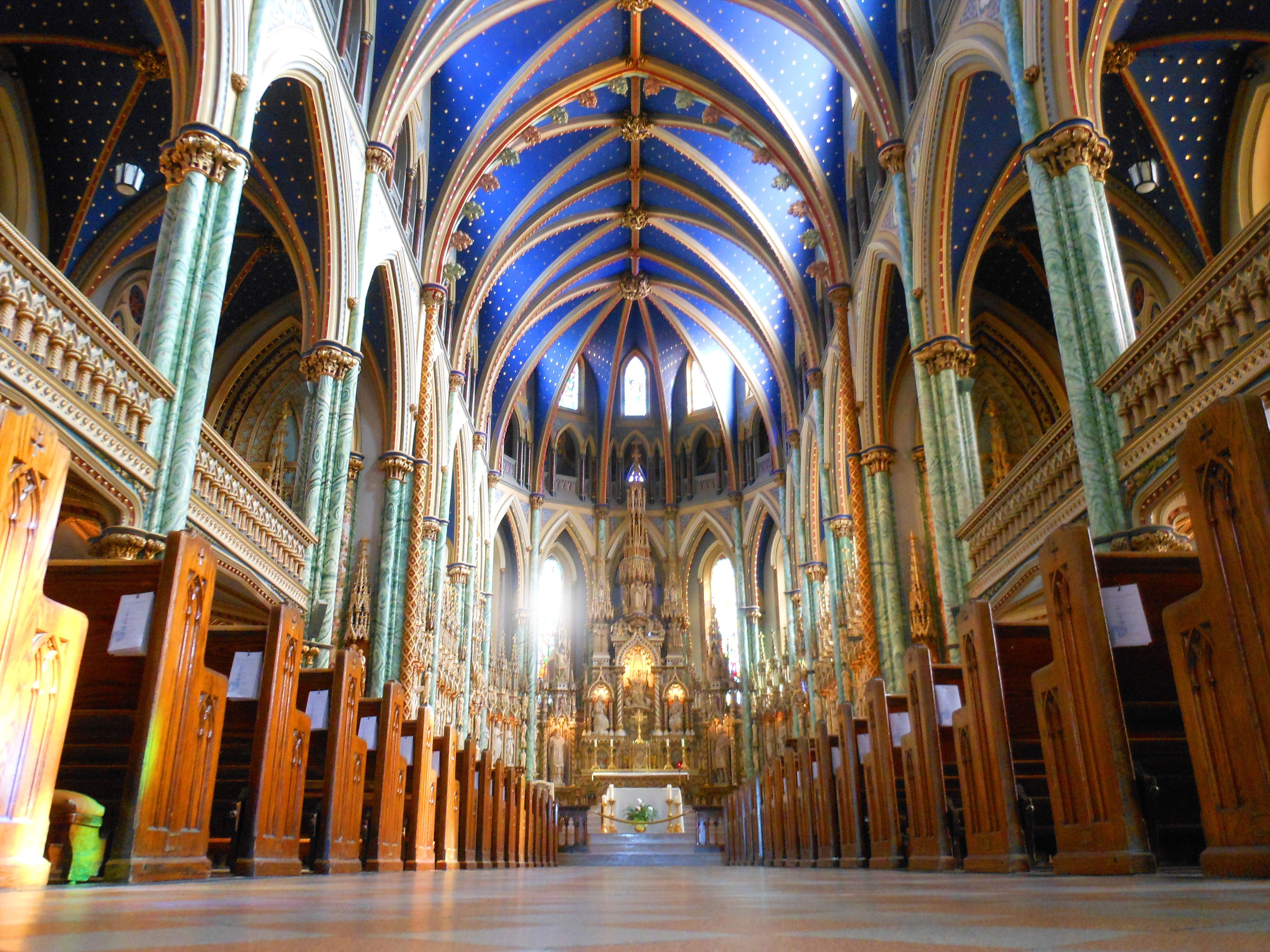
Blick durch das Kirchenschiff
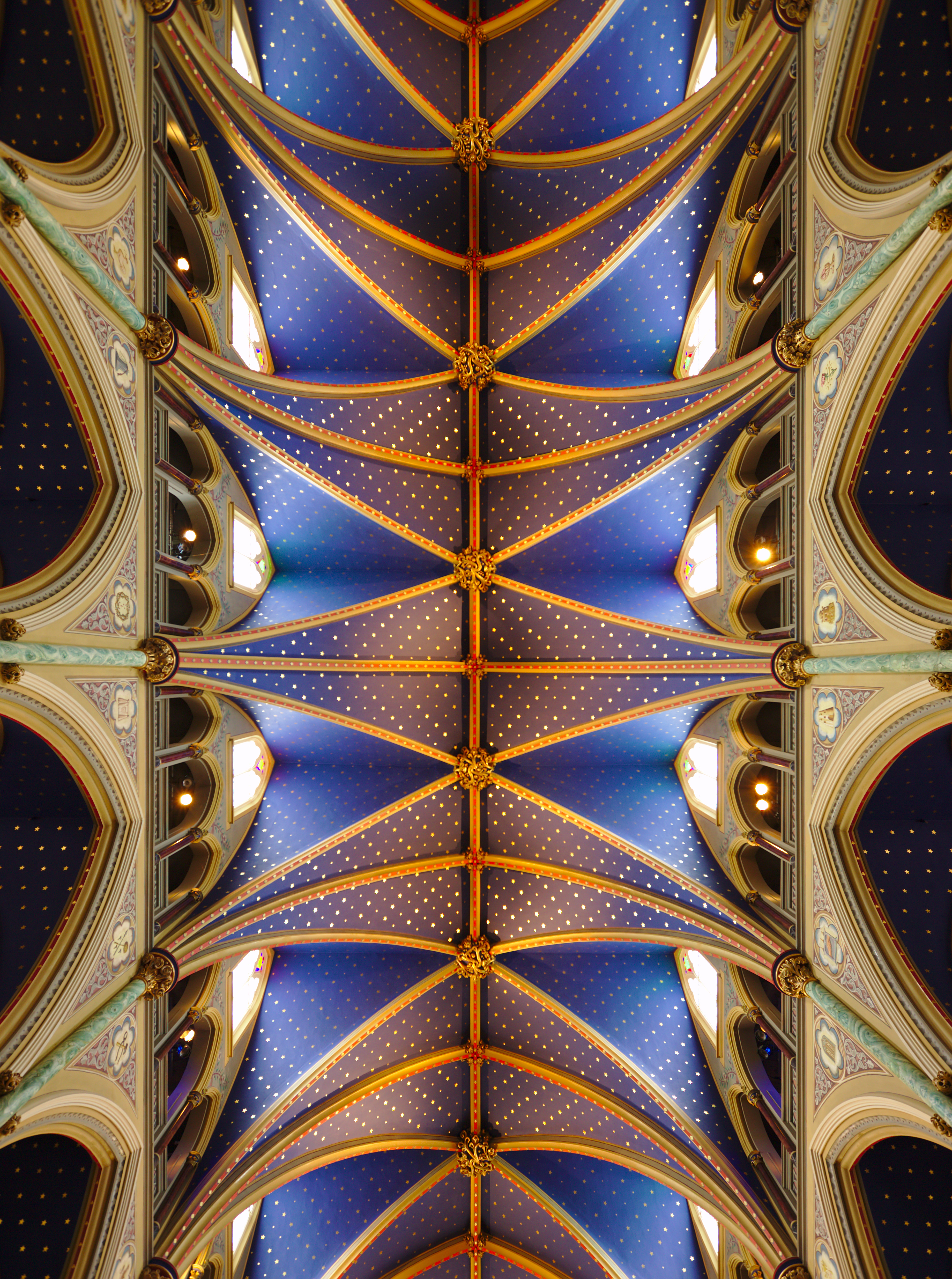
Deckengewölbe
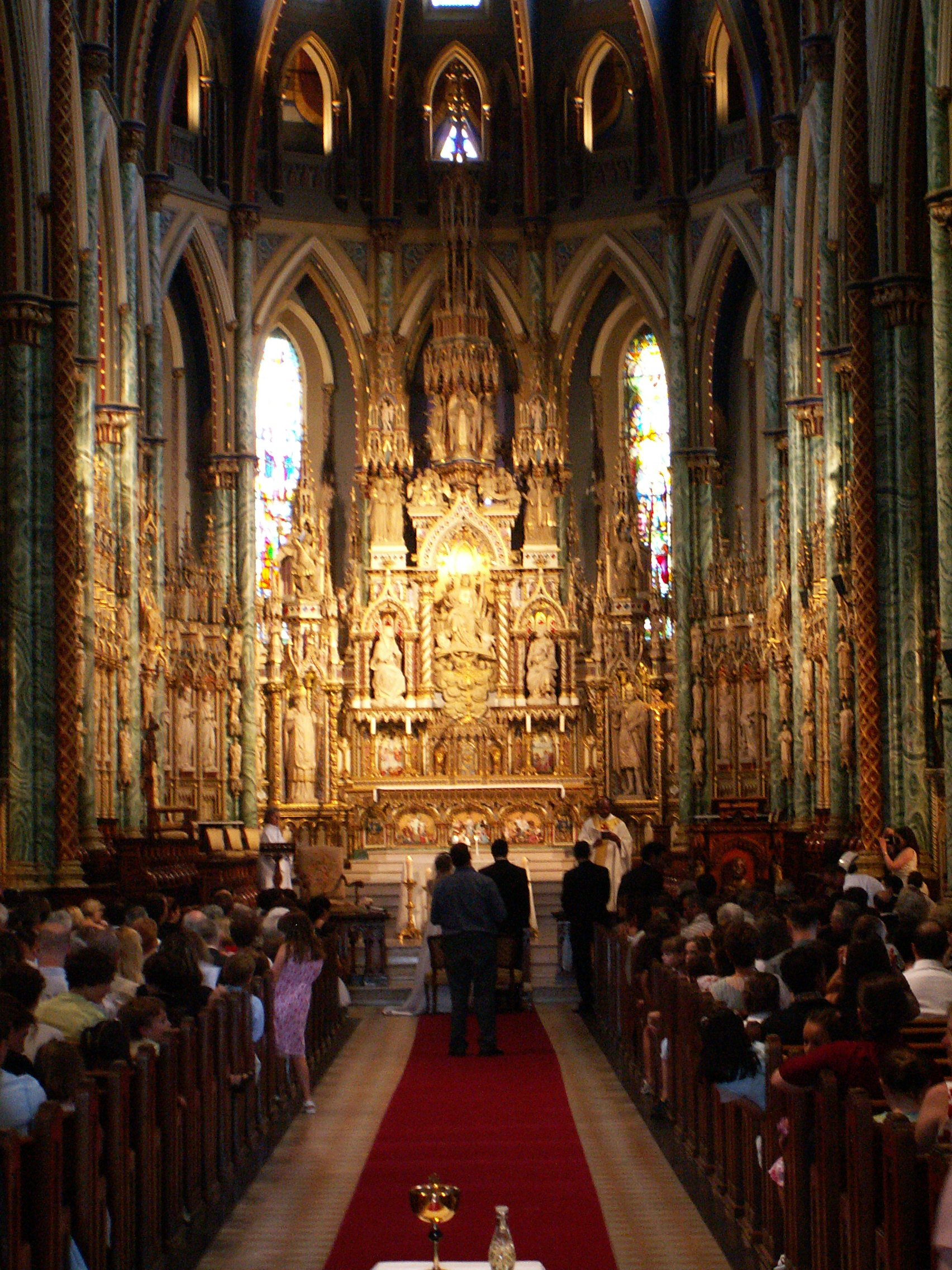
Blick auf den Altar
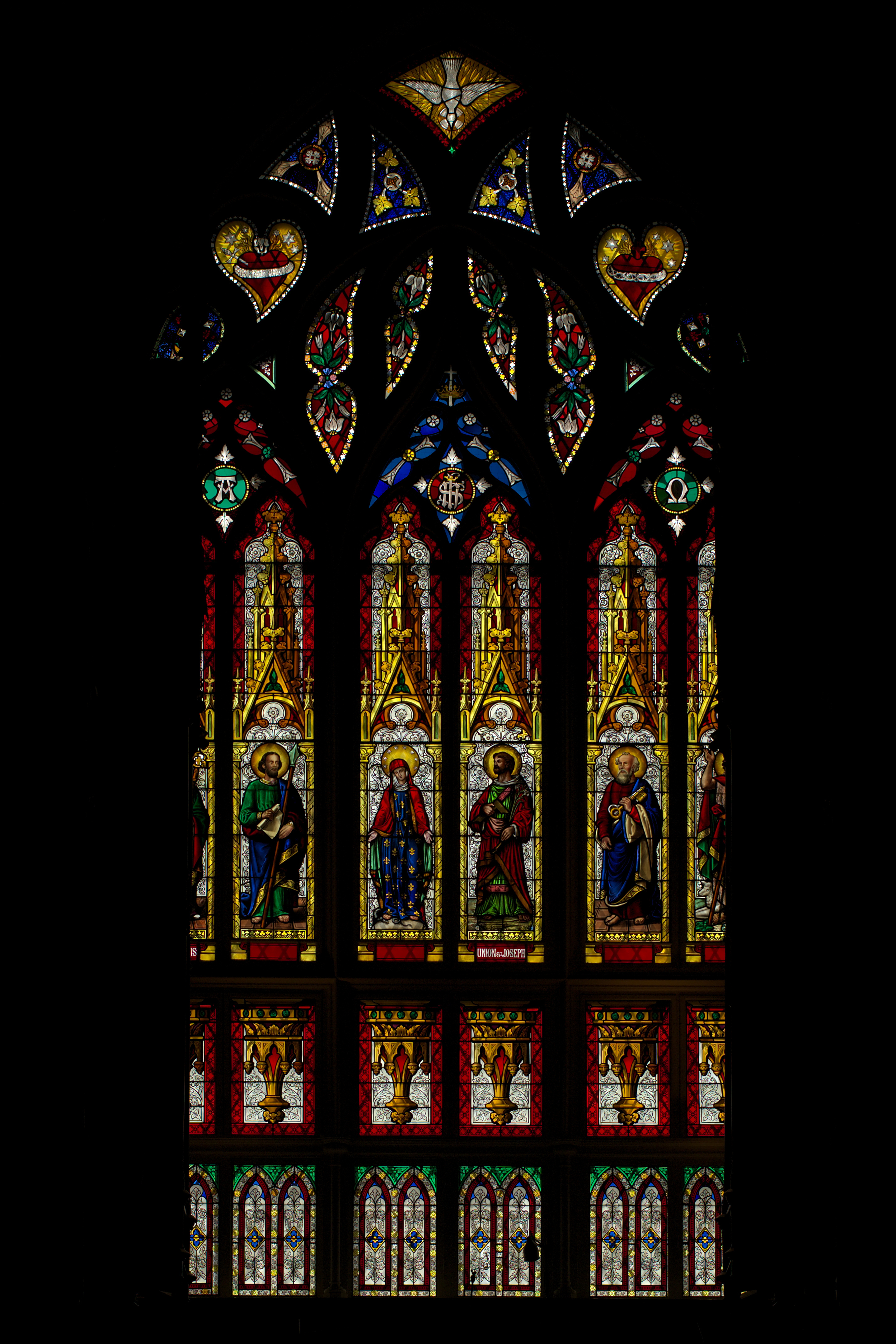
Fenster

## Orgel
Die erste Orgel wurde 1850 eingeweiht. Es war von dem Orgelbauer Joseph Casavant erbaut worden und hatte 18 Register. Im Jahre 1892 wurde das Instrument von den Söhnen Casavants reorganisiert. Zu dieser Zeit hatte es 52 Register auf drei Manualen und Pedal und war mit elektro-pneumatischen Trakturen ausgestattet – zu jener Zeit eine Neuheit im Orgelbau. Das Instrument hat heute 72 Register: Die Hauptorgel auf der Westempore hat 52 Register auf drei Manualen und Pedal, die Chororgel hat 17 Register auf ebenfalls drei Manualen und Pedal, und kann von der Hauptorgel aus angespielt werden.
| Hauptwerk C–c4   |       |
| Montre           | 16′   |
| Montre           | 8′    |
| Bordun           | 8′    |
| Viola da Gamba   | 8′    |
| Flûte harmonique | 8′    |
| Praestant        | 4′    |
| Flûte            | 4′    |
| Quinte           | 2 ⁄3′ |
| Doublette        | 2′    |
| Mixture V        |       |
| Bombarde         | 16′   |
| Trompette        | 8′    |
| Clairon          | 4′    |

| Positif C–c4       |        |
| Salicional         | 8′     |
| Bourdon à cheminée | 8′     |
| Prestant           | 4′     |
| Flûte              | 4′     |
| Nasard             | 2 ⁄3′  |
| Flûte              | 2′     |
| Tierce             | 1 3⁄5′ |
| Cymbale IV         |        |
| Clarinette         | 8′     |
| Trémolo            |        |

| Récit expressif C–c4 |     |
| Quintaton            | 16′ |
| Prinzipal            | 8′  |
| Viole de gambe       | 8′  |
| Voix céleste         | 8′  |
| Bourdon              | 8′  |
| Prinzipal            | 4′  |
| Flûte harmonique     | 4′  |
| Octavin              | 2′  |
| Cornet d’écho V      |     |
| Plein-jeu IV         |     |
| Basson               | 16′ |
| Trompette            | 8′  |
| Basson-hautbois      | 8′  |
| Voix humaine         | 8′  |
| Trémolo              |     |

| Pédale C–g1      |     |
| Flûte résultante | 32′ |
| Flûte            | 16′ |
| Principal        | 16′ |
| Violon           | 16′ |
| Bourdon          | 16′ |
| Violoncelle      | 8′  |
| Prinzipal        | 8′  |
| Flûte            | 8′  |
| Bourdon          | 8′  |
| Octave           | 4′  |
| Cor de nuit      | 2′  |
| Mixture IV       |     |
| Contre-bombarde  | 32′ |
| Bombarde         | 16′ |
| Basson (Récit)   | 16′ |
| Trompette        | 8′  |
| Clairon          | 4′  |
| Chalumeau        | 4′  |

| Grand Orgue C–c4     |    |
| Montre               | 8′ |
| Mélodie              | 8′ |
| Dulciane             | 8′ |
| Prestant             | 4′ |
| Hautbois d’orchestre | 8′ |

| Positif C–c4   |    |
| Cor de nuit    | 8′ |
| Aeoline        | 8′ |
| Vox angelica   | 8′ |
| Flauto d’Amore | 4′ |
| Carillon       |    |
| Tremolo        |    |

| Récit expressif C–c4 |    |
| Prinzipal            | 8′ |
| Bourdon              | 8′ |
| Viole de gambe       | 8′ |
| Voix céleste         | 8′ |
| Viole d’orchestre    | 8′ |
| Musette              | 8′ |
| Trémolo              |    |

| Pédale C–g1 |     |
| Bourdon     | 16′ |
| Bourdon     | 8′  |